# Зеленченко Тетяна Борисівна
Тетяна Борисівна Зеленченко (* 24 січня 1951, Черкаси, УРСР) — український художник-графік, член Спілки художників України, працює в жанрах станкової, книжкової, журнальної, газетної графіки, карикатури.

## Життєпис
Народилася в сім'ї військового топографа. Після переїзду сім'ї до Харкова, навчалася в художній школі імені Іллі Рєпіна. Закінчила Харківський художній інститут, факультет промислової графіки. Все життя прожила в Україні.

## Творчість
Персональні виставки в Харкові: 1979, 1986, 1995, 2008, 2011 роки.
Автор ілюстрацій до книг:
- Х. Мянд «Собака в кишені». Київ Веселка 1986
- С. Маршак «Про все на світі». Київ Веселка1983
- І. Ільф і Е. Петров «12 стільців. Золоте теля». Київ Дніпро
- Л. Фадєєва «Дорогі люди». Кемеровське книжкове видавництво, 1983
- Л. Фадєєва «Автобус для звірів». Кемеровське книжкове видавництво, 1983
- Л. Фадєєва «У нашому класі». Кемеровське книжкове видавництво, 1984
- Л. Фадєєва «Добре живеться третій ланці». Кемеровське книжкове видавництво, 1986
- А. Моравіа «Романи» Москва Художня література1991
- Е. Распе «Пригоди барона Мюнхгаузена» Харків ЛТД Прогрес, 1991
- «Казки французьких письменників». Харків ЛТД Прогрес, 1994
- «Російські народні казки». Харків ЛТД Прогрес, 1992
- К. Чуковський «Бармалей». Харків ЛТД Прогрес, 1991
- Ф.Рабле «Гаргантюа і Пантагрюель». на замовлення Харків ЛТД Прогрес (не видані)
- Гі де Мопассан «Зібрання творів». у 6 томах Харків Фоліо1993
- Джейн Остен «Зібрання творів». у 3 томах Харків Фоліо1994
- Овідій «Метаморфози». Харків Фоліо 2000
- Квітка-Основ'яненко «Конотопська відьма». 1983 (не видані, ілюстрації експонувалися на республіканській виставці книжкової ілюстрації, публікувалися в журналі «Березіль».
- В. Токарєвої «Їхав Грека», № 4, Юність, 1977
- К. Нестлінгер «Обмінна дитина», Сім'я і школа, 1986, № 1-6

Оформлення серії романів. Буквиці, заставки, кінцівки. 2009 ЕКСМО
«Люди тайги» Черкасов, Московітіна.
Шолохов «Тихий Дон»
Мельников-Печерський «У лісах» «На горах»
Шишков «Угрюм-ріка»
Пікуль «Фаворит»
Оформлення книг Г. Дубовис «Кулінарія народів світу» ЕКСМО 2010
Г. Дубовис «Єврейська кухня» Польща. Варшава. REA 2009
Автор серії книг з української етнографії:
- «Українські народні свята» «Дозвілля» +1997 Харків; «Яшма» 2001
- «Українські Родинні звичаї та обряди» Майдан 2012
- Серія графічних аркушів «Український рік» 2011—2012
- Серія графічних аркуші
- «12 колін Ізраїлевих» на 2012—2013 роки

Оформлення навчальних будівель. Проект «Інтелект України» 2009—2015.
Ілюстрації та карикатури публікувалися в таких виданнях:
- Харків: журнали «Прапор», «Березіль», «Панна»; газети «Час», «Слобода», «Соціалістична Харківщина», «Вечірній Харків», «Харківський кур'єр», «Потеха» «Артмозаіка кросвордів», «Кум Карась», «Телескоп»; газета «Нова демократія».
- Київ: журнали «Перець», «Ранок», «Українська культура»; газети «Дзеркало тижня», «Київський кур'єр»;
- Москва: журнали «Юність», «Крокодил», «Працівниця», «Сім'я і школа», «Веселі картинки», «Вогник»; газети «Известия», «Куранти», «Голос», «Вік», «СНІД- інфо», «Праска», «Радянська культура», «Мегаполіс-експрес», «Мегаполіс-континент», «Фаворит».
- Мінськ: «Вожик»;
- Санкт-Петербург: «Навколо сміху»;
- Єкатеринбург: «Червона Бурда»;

Також ілюстрації та карикатури публікувалися в газетах Японії, США.
У жанрі станкової графіки були виконані серії графічних робіт:
- Ілюстрації до роману М. Булгакова «Майстер і Маргарита»,
- Серія сатиричних лубків «Іронічна графіка»,
- Серія графічних аркушів «Коні з крилами»
- Серія графічних аркушів «Жінки і квіти».
- Серія графічних аркушів «Вихід»

Створила серію невеликих книг з етнографії України «Українські народні свята», «Українські Родинні звичаї та обряди», «Український народний одяг», «Давньоукраїнська міфологія», «Українська символіка».
Видати вдалося тільки «Українські народні свята», «Українські Родинні звичаї та обряди». Серія графічних аркушів «Український рік» взагалі залишилася невиданою.
Митцю близька жіноча тема: повсякденне життя жінки, побут, прагнення її до творчості. Найчастіше жіночі образи пов'язані з міфологією.
Багато років працює в жанрі карикатури. Теми карикатур відображають соціальні проблеми. Виконала серію робіт «Моделі шлюбу».